# Баромытка
Баромытка (устар. Бороматка, Вороловка) — река в России, левый приток Тереньгульки. Протекает в Ульяновской области, недалеко от границы с Самарской областью. Длина реки составляет 13 км, площадь водосборного бассейна — 105 км². Впадает в реку Тереньгулька в 30 км по левому берегу (окрестности посёлка Тереньга).
Баромытка имеет признаки горной реки (очень холодную воду, стремительное течение и небольшие водопады). В реке водится редкая форель, которая занесена в Красную книгу Ульяновской области. Численность вида — не более 150—200 особей. Воспроизводством и сохранением рыбы занимается Тереньгульский заказник.

## Данные водного реестра
По данным государственного водного реестра России относится к Нижневолжскому бассейновому округу, водохозяйственный участок реки — Куйбышевское водохранилище, речной подбассейн отсутствует. Речной бассейн реки — Волга от верхнего Куйбышевского водохранилища до впадения в Каспий.